# Анастас Бендерев
Анастас Тодоров Бендѐрев е български и руски офицер, генерал-лейтенант.

## Биография
Анастас Бендерев е роден на 25 март 1859 г. в Горна Оряховица. Баща му Тодор Недев е търговец, подпомага четата на Никола Филиповски, който на 29 юли 1856 повежда въстание срещу османския поробител. След предателство турците разбиват въстаниците и той е принуден да избяга във Влашко и Молдова, където работи около Галац и Бендер, от където вероятно произлиза фамилното му име. Майка му Тодора Димова е от богат род и има възможност да посещава гръцко училище. Брат му Никола е член на Окръжния комитет на Първи Търновски революционен окръг. Бендерев завършва класното училище в Горна Оряховица, след което продължава в Априловската гимназия в Габрово. След завършването на гимназията учителствува в с. Самоводене и в гр. Горна Оряховица.

### Априлско въстание (1876)
По време на подготовката на Априлското въстание (1876) е член на Горнооряховския революционен комитет в Първи революционен окръг (Търновски) и заедно с Георги Измирлиев (Македончето) и Иван Семерджиев обикаля околните села, за да организират народа. Служи за връзка между градския и окръжния комитет.  На 26 април Г. Измирлиев е арестуван и Бендерев е принуден да бяга. Укрива се в Арбанаси, Лясковец, Долна Оряховица, Свищов, а от там преминава през Дунава във Влашко. Два месеца по-късно заминава за Кладово като доброволец в 4-та българска доброволческа чета на Тодор Велков. След разбиването на четата е изпратен в град Николаев в Южна Русия, където учи в гимназията.
През есента на 1878 г. постъпва на военна служба, но започва приема за Софийското военно училище, където постъпва на 2 декември 1878 г. в старшия клас. На 10 май 1879 г. завършва Военното училище, произведен е в чин подпоручик и зачислен в Търновска №3 пеша батарея, като същевременно е адютант на военния министър.
През 1883 г. завършва Николаевската военна академия в Санкт Петербург, Русия. Началник е на Военното училище в София (1885) и помощник на военния министър (1885 – 1886).

### Сръбско-българска война (1885)
През Сръбско-българската война (1885) ротмистър Бендерев е назначен за командващ десния фланг (от височината Леща до шосето Драгоман – София) на Сливнишката позиция, като отрядът му се състои от 7 дружини и 2 батареи.  На 5 ноември (17 ноември нов стил) Бендерев с командваната от него войска се притичва на помощ на войските на капитан Кръстьо Бахчеванов и с удар на нож овладява връх Мека Црев. 
За атаката най-красноречиво говори сръбският капитан Нешич: 
| „ | Видях и доста дълго гледах това събитие, което наистина ме потресе, когато видях безогледното налитане на българите и разстроеното и безредно отстъпление на нашите разбити части... Буйният и безогледен налет наистина ни изглеждаше нещо непознато. | “ |

### След войната
Капитан Бендерев е сред главните организатори и участници в преврата за детронацията на княз Александър I Батенберг на 9 август 1886 г. След неуспеха емигрира в Румъния и участва в комитета на офицерите-емигранти, противопоставящи се на регентството. През 1887 година тайно посещава Свищов, където се жени за Адриана Юрданова, починала през 1890 година. От 1887 г. се установява в Русия и служи в Руската императорска армия. Жени се за грузинката Тамара Вачнадзе, от която има три деца. Сред тях е Татяна Бендерева, лекарка, която по-късно емигрира в България, където се ражда синът ѝ, общественикът Никита Шервашидзе.
Участва в Руско-японската война (1903 – 1905) и Първата световна война. Генерал-лейтенант от Руската армия.
Завръща се в България през 1919 г. Автор е на научни трудове, сред по-важните от които са:
- Военна география и статистика на Македония и съседните с нея области на Балканския полуостров (1890)
- Сръбско-българската война 1885 г. (1892)
- История на Българското опълчение и Освобождението на България 1877 – 1878 г. (1930)[14]

## Памет
На капитан Атанас Бендерев е наречена улица в квартал „Надежда III“ в София (Карта).

## Награди
- орден „За храброст“ III степен
- руски орден „Св. Анна“ I степен с мечове
- руски орден „Св. Станислав“ I степен с мечове
- руски орден „Св. Владимир“ II и III степен с мечове